# 포탈라궁
포탈라 궁(티베트어:  པོ་ཏ་ལ, Po-ta-la, 중국어 간체자: 布达拉宫, 정체자: 布達拉宮, 병음: Bùdálā gōng 부다라 궁[*])은 중화인민공화국 티베트 자치구의 라싸에 위치한 건축물이다.
1959년 중국의 침략으로 14대 달라이 라마가 인도로 망명할 때까지 달라이 라마의 주요 거주지였다. 현재는 박물관이자 유네스코 세계유산이다.
포탈라 궁이라는 이름은 부처가 산다는 것으로 여겨진 티베트의 포탈라카 산의 이름에서 따온 것이며, 1645년에 5대 달라이 라마가 티베트의 주요 현자들이 지목한 라싸와 주요 사원들 사이에 있는 명당에 포탈라 궁을 지었다. 포탈라 궁은 637년에 손챈감포가 지은 거대한 요새의 잔해 위에 세워졌다.
건물은 동서로 400m이고, 남북으로 350m의 규모이다. 벽들의 두께는 3m나 되고, 궁전의 최하단부의 벽은 그 두께가 무려 5m나된다. 또한 궁전의 기단에는 지진으로 인한 피해를 막기 위해 구리를 부어 보강하였다. 궁전은 모두 13층이며, 1000개가 넘는 방들이 있다. 1만 개가 넘는 작은 사원들이 안에 존재하며, 20만 개에 달하는 불상들이 있다. 라싸의 붉은 산 위에 지어졌기 때문에, 계곡의 바닥에서 무려 300m나 되는 높이에서 그 기단부가 존재하여 마치 궁전이 사람을 압도하는 듯한 느낌을 준다. 라싸의
붉은 산, 즉 홍산에 있는 세 개의 봉우리는 티베트를 수호하는 3명의 성인들을 상징한다고 한다.

## 역사
7세기 초 티베트 왕조 33대 왕 손챈감포가 티베트를 통일하고, 보에 왕국(토번국)을 세웠다. 637년 송첸캄포는 라싸의 홍산(紅山)이라는 산 위에 초기 포탈라궁을 짓게 된다. 소문에 의하면, 손챈감포는 641년 당태종의 조카이며 수양딸인 문성공주를 왕비로 맞게 되는데, 이 문성공주를 위해서 새로운 궁전을 지었다고 한다. 하지만 이 첫 번째로 지어진 포탈라 궁은 시간이 흐르며 거의 파괴되었고, 현재 남아있는 부분은 포탈라 궁 북서쪽에 있는 작은 사원과 동굴 밖에 없다. 현재 우리가 볼 수 있는 포탈라 궁은 1642년 5대 달라이 라마가 티베트를 통합하기 위해 지은 것이다. 당시 달라이 라마는 티베트의 거의 모든 지역을 정신적으로 통합하는데
성공하였고, 이를 확고히 하기 위해 새로운 궁전을 짓고자 하였다. 이를 위해 오랫동안 훼손되어 있었던 포탈라 궁전을 확장, 개축하기
시작하였다. 사원의 기본 골조와 건물을 짓는데는 3년 밖에 걸리지 않았으나, 내부의 인테리어와 장식을 끝마치는 데는 45년이라는 세월이 흘렀다. 1649년, 백궁이 완성되자 달라이 라마와 정부 기관들은 이 곳으로 이전하였고, 겨울 궁전으로 쓰였다. 그의 사후 12년까지 공사가 계속되어
1690~94년에 홍궁이 마저 증축되었다.
1959년 3월, 티베트에서 중국의 통치에 반발하며 대규모 반란이 일어났고, 인민해방군이 투입되었다. 이로 인해 포탈라 궁전에도 전쟁의 포탄이 날아들었다. 인민해방군에게 잡혀갔던 한 승려는, "1959년 3월 19일에 중국의 포격이 포탈라 궁전에 가해졌다. 폭탄이 터지며 하늘이
마치 대낮처럼 밝아졌고, 대학과 궁전이 무너져 내렸다."라고 증언하였다. 문화대혁명 시기를 거치며 완전히 파괴될 뻔 하였으나, 이를 우려한
총리 저우언라이가 군대를 보내 포탈라 궁의 보호를 지시함으로써 살아남을 수 있었다. 그럼에도 불구하고 귀중한 문화재에 대한 약탈이
무작위로 자행되었기 때문에, 10만 점이 넘는 귀중한 기록들이 사라졌고, 장구한 세월 동안 궁전의 방 속에 정리되어 있었던 보석, 그림, 불화, 고대 갑옷, 불상들이 대부분 도둑맞았다. 하지만 다행스럽게도, 궁전의 도서관과 몇몇 예술 작품들은 도난당하지 않아 현재까지 이르고 있다.
1994년에 유네스코 세계문화유산으로 등재되었고, 2000년과 2001년에 각각 조캉 사원과 노블링카가 추가적으로 등재되었다. 하지만 중국 자본이 유입되며, 라싸의 도시화가 급속도로 진행되었고, 이로 인해 포탈라 궁전 주변의 경관이 급격히 변하자 중국 정부는 포탈라 궁 주위에 높이가 21m가 넘는 건물들은 세우지 못하게 하는 법을 제정하였다. 건축가가 직접 복원 작업에는 오직 전통적인 방식만을 사용하였음을 보증했지만, 유네스코에서는 2002년에 포탈라 궁을 복원할 때 전통적인 방식과 재료들이 사용되지 않았음을 우려하기도 하였다. 참고로 포탈라 궁은
1989년과 1994년에도 보수 작업에 들어간 바 있다.
궁전은 하루에 1600명만 방문할 수 있도록 제한이 걸려 있고, 하루에 6시간만 관람할 수 있다. 이러한 규제가 있기 전에는 하루에 평균 1500명이 넘는 관광객들을 맞았고, 5000명이 넘게 다녀가는 경우도 있었다. 2006년에는 피해를 막기 위해 지붕 위에 올라가는 것이 금지되었다. 포탈라 궁 내부는 백궁 일부의 방 이외는 원칙적으로 비공개되어있고, 홍궁은 역대 달라이 라마의 옥좌와 영탑 등이 공개되고 있다.

## 건축
라싸의 계곡 한가운데 솟아있는 홍산 위에 자리한 포탈라 궁은 고도 3700m나 되는 위치에 있다. 궁전의 하단부에는 거대한 기둥들의 숲이 있고, 벽들과 문들로 막혀 있다. 이 곳에서 계단을 통해 위층으로 올라갈 수 있다. 궁전 건물들은 전체적으로 맨 위로 갈 수록 좁아지는 직육면체 모양을 띠고 있으며, 금빛 지붕들이 그 위에 씌워져 있다. 이같은 건축 양식은 조캉 사원에서도 찾아볼 수 있다. 포탈라 궁의 핵심 건물들은 붉은색 페인트로 칠해져 있으며, 홍궁이라고 불린다. 이 곳에는 역대 달라이 라마들의 사원, 홀, 기도실들이 있고, 수많은 보석들과 장식, 돋을새김으로 꾸며진 석재들이 이 방들을 화려하게 빛내고 있다.
포탈라 궁전의 앞에는 거대한 호수가 있어, 전형적인 배산임수 지형을 띠고 있었다. 하지만 중국 정부가 이를 모두 메우고 돌을 깔아 광장을
만들어, 현재는 이의 흔적을 찾아볼 수 없다.

## 백궁

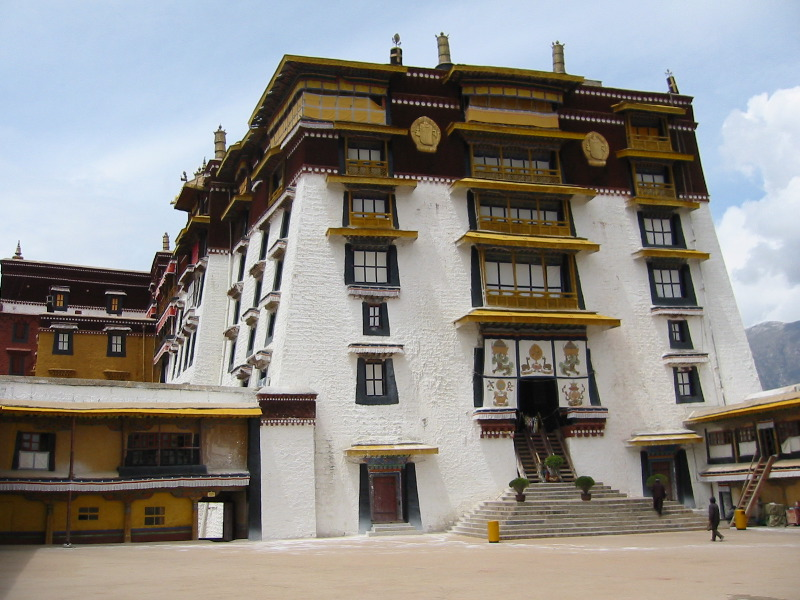
달라이 라마의 거주지 백궁

백궁은 티베트어로 포당 까르뽀(ཕོ་བྲང་དཀར་པོ།, pho brang dkar po)라고 하며, 포탈라 궁의 일부로 달라이 라마가 거주하는 곳이었다. 포탈라 궁의 하부 쪽에 위치해 있다. 초기 포탈라 궁전의 원형이라고 할 수 있는데, 최초의 백궁은 제5대 달라이라마의 생전에 만들어졌고, 1649년 그의 왕조가 이곳으로 이전하게 된다. 현재의 규모로 확장된 것은 20세기 초 제13대 달라이 라마 때 이루어진 것이다.

## 홍궁
홍궁은 티베트어로 포당 마르뽀(ཕོ་བྲང་དམར་པོ།, pho brang dmar po)라고 하며, 주로 종교 의식과 연구를 위해 사용되는 곳이다. 포탈라 궁의 상부에 위치해 있으며, 포탈라 궁의 가장 핵심적인 건물들은 이 곳에 대부분 모여 있다. 이곳은 많은 복합 건물로 이루어져 있으며, 구불구불한 통로 사이로 사원과 장서각들이 복잡하게 얽혀 있다. 백궁이 인간들을 위한, 일종의 세속적인 공간이라면, 이 곳은 부처에게 바쳐진 성스러운 공간이다.

## 같이 보기
- 중국의 세계유산
- 티베트 자치구
- 티베트
- 라싸
- 타왕 사원